# Socialt ansvarstagande
Socialt ansvarstagande baserar sig på idén att alla – om det så är en regering, ett företag, en organisation eller en privatperson – bär på ett ansvar för att skapa ett välfungerande samhälle. Ofta används lite felaktigt termen företags samhällsansvar (Corporate Social Responsibility- CSR) istället för denna mer allmänna term (Social Responsibility - SR).
ISO 26000 är en ISO-standard som agerar som global vägledning inom Socialt ansvarstagande och Företags samhällsansvar, och den blev färdigställd i november 2010. Socialt ansvarstagande är den term som den internationella standardiseringsorganisationen (ISO) har valt som benämning på standarden. I standarden definieras socialt ansvarstagande som en organisations ansvar för den påverkan som organisationens beslut och aktiviteter har på samhälle och miljö och som genom transparent och etiskt uppförande:
- bidrar till hållbar utveckling, inklusive hälsa och välfärd i samhället,
- tar hänsyn till intressenters förväntningar,
- är förenlig med tillämpliga lagar och i överensstämmelse med internationella uppförandenormer,
- är integrerat i hela organisationen och praktiseras i dess relationer.[2]